# Palivuk
Palivuk (szerbül: Паливук), falu Bosznia-Hercegovinában, a Bosanska Krajina keleti részén, Kotor-Varoš községben, a Szerb Köztársaságban. 

## Fekvése
A település Bosznia-Hercegovina északi részén, Banja Lukától légvonalban 50, közúton 68 km-re délkeletre, községközpontjától légvonalban 27, közúton 37 km-re délkeletre, a Vrbanja jobb partján és tőle keletre fekszik. Palivuk központja egy jól látható dombon található, mely a Vrbanja-folyó jobb partjának lejtőin emelkedik ki, körülbelül 780 m magasságban. A települést egy helyi út köti össze az R-440 (Bila – Šiprage – Obodnik) regionális úttal.

## Népessége
| Nemzetiségi csoport | Népesség 1991 | Népesség 2013 |
| ------------------- | ------------- | ------------- |
| Szerb               | 137           | 15            |
| Bosnyák             | 252           | 8             |
| Horvát              | 0             | 0             |
| Jugoszláv           | 1             | 0             |
| Egyéb               | 1             | 0             |
| Összesen            | 391           | 23            |

## Története
Palivuk a nagyon régi, nehezen megközelíthető helyen fekvő települések közé tartozik, ezért feltételezhető, hogy története a Vrbanja völgyében zajló eseményekhez az illírektől napjainkig szorosan kötődik.
A vegyes lakosságú település 1878-ig tartozott az Oszmán Birodalomhoz, ekkor a berlini kongresszus határozata alapján az Osztrák-Magyar Monarchia része lett. 1879-ben az első osztrák-magyar népszámlálás során a Jajcai járáshoz és Imljane községhez tartozó településnek 14 háztartása és 103 muszlim lakosa volt.  1910-ben a Kotor Varoš-i járáshoz és Prisočka községhez tartozó tartozó településen 12 háztartást és 92 muszlim lakost találtak. A monarchia szétesésével 1918-ban előbb a Szerb-Horvát-Szlovén Királyság, majd 1929-től a Jugoszláv Királyság része lett. Az 1929-es törvény értelmében, amikor Bosznia-Hercegovinát négy banovinára, Drinskára, Vrbaskára, Zetskára és Primorskára osztották, a település a Vrbaska banovina része lett, amelynek székhelye Banja Luka volt. 
Jugoszlávia megszállása után a Független Horvát Állam (NDH) része lett. A második világháború idején ez a falu részt vett az ellenállási mozgalomban, és jelentős partizánmenedék volt. Többek között 1944 januárjában nagyszámú sebesültet fogadott, akiket a Demićka-szorosban (Šiprag mellett) lévő hadosztálykórházból evakuáltak a hatodik ellenséges offenzíva során. A fő helyi kommunikációs pontoktól való távolsága miatt Palivuk biztonságosabb menedéket jelentett a helyi lakosság többi része számára az ellenséges betörések idején.
A boszniai háború idején az egykori JNA és szerb (fél)katonai alakulatok a település muszlimok lakta részét teljesen elpusztították. A muszlim lakosság nagy részét elüldözték. A boszniai háborút lezáró daytoni békeszerződést követő területfelosztásnál Kotor-Varoš község részeként a Szerb Köztársaság területéhez került. 1996 után a luxemburgi kormánynak és katonáknak, azaz a BELUGA zászlóaljnak (rövidítve: Belgium – Luxemburg – Görögország – Ausztria; az EUFOR-SFOR keretein belül) köszönhetően a Šiprage környéki bosnyák falvak többségét, így Palivukot is, részben újjáépítették.

## Fordítás
- Ez a szócikk részben vagy egészben  a   Palivuk című bosnyák Wikipédia-szócikk ezen változatának fordításán alapul.  Az eredeti cikk szerkesztőit annak laptörténete sorolja fel. Ez a jelzés csupán a megfogalmazás eredetét és a szerzői jogokat jelzi, nem szolgál a cikkben szereplő információk forrásmegjelöléseként.